# Danas Rapšys
Danas Rapšys (Panevėžys, 21 maggio 1995) è un nuotatore lituano.

## Palmarès

### Competizioni internazionali
| Anno | Manifestazione          | Sede       | Evento             | Risultato | Prestazione | Note                                     |
| ---- | ----------------------- | ---------- | ------------------ | --------- | ----------- | ---------------------------------------- |
| 2012 | Europei giovanili       | Anversa    | 200m dorso         | Bronzo    | 2'00"12     |                                          |
| 2013 | Mondiali giovanili      | Dubai      | 100m dorso         | Argento   | 55"24       |                                          |
| 2013 | Mondiali giovanili      | Dubai      | 4x100m misti mista | Argento   | 3'52"52     |                                          |
| 2013 | Europei giovanili       | Poznań     | 100m dorso         | Argento   | 55"44       |                                          |
| 2013 | Europei giovanili       | Poznań     | 200m dorso         | Oro       | 1'59"31     |                                          |
| 2016 | Europei                 | Londra     | 200m dorso         | Bronzo    | 1'57"22     |                                          |
| 2017 | Universiadi             | Taipei     | 200m sl            | Oro       | 1'45"75     |                                          |
| 2017 | Universiadi             | Taipei     | 100m dorso         | Bronzo    | 54"17       |                                          |
| 2017 | Universiadi             | Taipei     | 200m dorso         | Oro       | 1'56"52     |                                          |
| 2017 | Europei in vasca corta  | Copenaghen | 200m sl            | Oro       | 1'40"85     | Record nazionale                         |
| 2017 | Europei in vasca corta  | Copenaghen | 200m dorso         | Bronzo    | 1'49"06     | Record nazionale                         |
| 2018 | Europei                 | Glasgow    | 200m sl            | Argento   | 1'46"07     |                                          |
| 2018 | Mondiali in vasca corta | Hangzhou   | 200m sl            | Argento   | 1'41"78     |                                          |
| 2018 | Mondiali in vasca corta | Hangzhou   | 400m sl            | Oro       | 3'34"01     | Record dei campionati                    |
| 2019 | Europei in vasca corta  | Glasgow    | 200m sl            | Oro       | 1'41"12     |                                          |
| 2019 | Europei in vasca corta  | Glasgow    | 400m sl            | Oro       | 3'33"20     | Record dei campionati · Record nazionale |
| 2021 | Europei                 | Budapest   | 400m sl            | Bronzo    | 3'45"39     |                                          |
| 2021 | Mondiali in vasca corta | Abu Dhabi  | 200m sl            | Bronzo    | 1'41"73     |                                          |
| 2021 | Mondiali in vasca corta | Abu Dhabi  | 400m sl            | Argento   | 3'36"23     |                                          |
| 2022 | Mondiali in vasca corta | Melbourne  | 400m sl            | Bronzo    | 3'36"26     |                                          |
| 2023 | Europei in vasca corta  | Otopeni    | 200m sl            | Bronzo    | 1'41"15     |                                          |
| 2023 | Europei in vasca corta  | Otopeni    | 400m sl            | Argento   | 3'37"80     |                                          |
| 2023 | Europei in vasca corta  | Otopeni    | 200m misti         | Bronzo    | 1'53"49     |                                          |
| 2024 | Mondiali                | Doha       | 200m sl            | Argento   | 1'45"05     |                                          |
| 2024 | Europei                 | Belgrado   | 200m sl            | Argento   | 1'45"65     |                                          |
| 2024 | Europei                 | Belgrado   | 4x200m sl          | Oro       | 7'08"04     | Record nazionale                         |

## Primati personali
I suoi primati personali in vasca da 50 metri sono:
- 200 m stile libero: 1'44"38 (2019)
- 400 m stile libero: 3'43"36 (2019)
- 100 m dorso: 53"79 (2017)
- 200 m dorso: 1'56"11 (2017)
- 200 m misti: 1'59"14 (2019)

I suoi primati personali in vasca da 25 metri sono:
- 200 m stile libero: 1'40"85 (2017)
- 400 m stile libero: 3'33"20 (2019)
- 100 m dorso: 50"95 (2014)
- 200 m dorso: 1'49"06 (2017)

## International Swimming League
| Stagione 2020   |
| --------------- |
| Energy Standard |